# Escola Sagrada Família (el Masnou)
L'Escola Sagrada Família és una escola del municipi del Masnou (Maresme).
L'escola es creà gràcies a la deixa que feu la masnovina Joaquima Estaper i Cuyàs del Bosch en el seu testament l'any 1913 per a obres de beneficència. Joaquima Estaper era filla dels propietaris Antoni Estaper i Sors (Teià, 1797 - el Masnou, 1880) i Antònia Cuyàs del Bosch i Barrera (Montcada i Reixac, 1805 - el Masnou, 1876). El matrimoni va tenir sis fills que van morir sense descendència i Joaquima Estaper, la darrera dels germans que va morir, va cedir tots els béns familiars a obres benèfiques.
El marmessor donà la casa i terres annexes de Joaquima Estaper a les religioses de la Sagrada Família d'Urgell a canvi que hi establissin una escola gratuïta de nenes. La finca es trobava al carrer de Sant Cristòfor (actual carrer de Jacint Verdaguer), cantonada amb la baixada de Ca l'Estudiant (actual carrer de Gaudí), que és on es troba encara l'escola. La casa era coneguda com a ca l'Estudiant.
S'hi establí una comunitat de sis religioses i obtingueren permís per celebrar misses a la capella que s'hi construí. Les instal·lacions per acollir les monges i l'escola es van beneir el 4 de febrer de 1914, i just al cap de deu dies començaren les classes. L'escola tenia 60 alumnes, de les quals en podia tenia una de gratuïta, per cada dues de pagament. L'any 1916 el col·legi quedà inscrit oficialment. La institució també es veié afavorida pel trasllat de la casa general de la comunitat, des de la Seu d'Urgell a Barcelona, el 1924, any en què també es creà a l'escola masnovina el noviciat i la capellania, a càrrec de Raimon Manyé Plana, i es construí una capella més gran.
Durant la Guerra Civil, les monges es refugiaren a cases particulars o fugiren als seus llocs d'origen, l'escola fou saquejada i els objectes de culte de la capella, quadres i estampes foren cremats a la plaça de l'Església, seguint les ordres del Comitè revolucionari local. Joan Abras Font, capellà de l'escola, fou empresonat i assassinat mentre fugia. Les Joventuts Llibertàries, vinculades a la CNT, ocuparen l'escola amb l'objectiu de transformar-la en biblioteca i centre de difusió de l'ideal llibertari, i destinaren la casa de les monges, al carrer del Doctor Curell, a seu de Mujeres Libres, també en l'òrbita de l'anarcosindicalisme. L'any 1938 l'escola es convertí en una llar d'infants per a nens refugiats patrocinada per Solidaritat Internacional Antifeixista i el diari anarquista Spain and the World.
Acabada la guerra, l'escola reobrí i tornà a funcionar amb normalitat. L'any 1941, hi vivien 60 monges, novícies i internes, i el 1944 hi havia 75 estudiants, dues mestresses i dues auxiliars.